# Osman Nuri Eyüboğlu

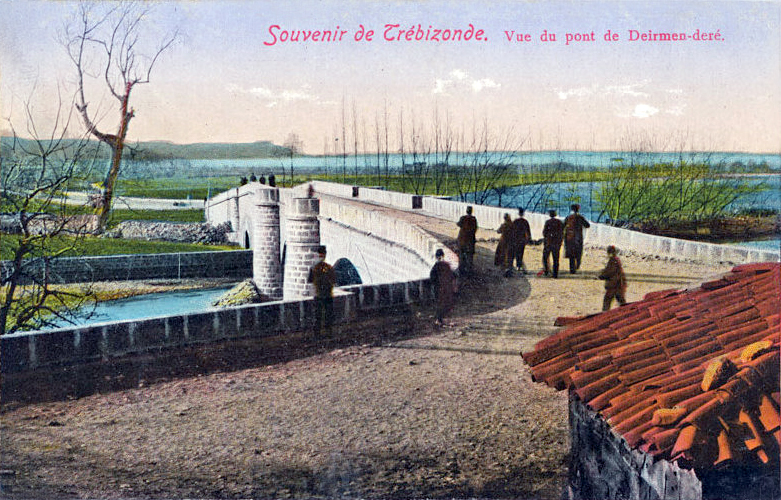
Most Değirmendere, vyobrazený na barevné pohlednici Osmana Nuriho

Osman Nuri Eyüboğlu (1881, Maçka, Trabzon, Osmanská říše – 8. března 1941, Trabzon, Turecko) byl turecký fotograf, novinář, tiskař, vydavatel pohlednic a spisovatel. Je známý jako zakladatel tiskárny Ikbal v Trabzonu a stejnojmenného časopisu a fotografováním mnoha osad v oblasti Černého moře. Eyüboğlu, který byl také po celý život editorem pohlednic, vytiskl více než 500 pohlednic a vydal 50 knih o Trabzonu a jeho okolí.

## Životopis
Osman Nuri Eyüboğlu se narodil v Trabzonu v roce 1881 jako syn Maçkalı Hasana Efendiho v rodině Eyüboğulları. Eyüboğlu dokončil své základní vzdělání v Trabzonu a absolvoval Trabzonskou střední školu. V roce 1901 založil tiskárnu Ikbal a začal tisknout noviny Ikbal, které navazovaly na noviny Feyz. Noviny, které byly schopny pokračovat ve vydávání s podporou Hürriyet ve İtilaf Fırkası během období národního boje v Turecku, v té době vydával Hayri Eyüboğlu ze stejné rodiny a zůstaly pod vlivem strany. Osman Nuri také založil historickou knihovnu, ale ta neměla dlouhé trvání. Eyüboğlu v roce 1912 také publikoval humoristický časopis jako vedlejší publikaci novin İkbal. Eyüboğlu, která převzala vedení novin İkbal v roce 1918, změnila název novin na Olcay (jméno jeho dcery  ) v roce 1935. Zabýval se také prodejem tiskařských materiálů a strojů, dále pracoval jako tiskař až do své smrti 8. března 1941. Po jeho smrti převzal tiskárnu jeho syn Basat Eyüboğlu. V roce 1970 se další syn Osmana Nuriho, Mete Eyüboğlu, stal ředitelem tiskárny a vedl ji až do své smrti v roce 1988. Tiskárnu, která byla na dalších 5 let uzavřena, provozuje od roku 1993 İsmet Eyüboğlu, syn Metea. Podle İsmeta Eyüboğlua byla většina archivů Osmana Nuriho Eyüboğlua ukradena Rusy během první světové války.

## Osobní život
Eyüboğlu, známý jako Efendi, byl ženatý a měl 8 dětí.

## Galerie

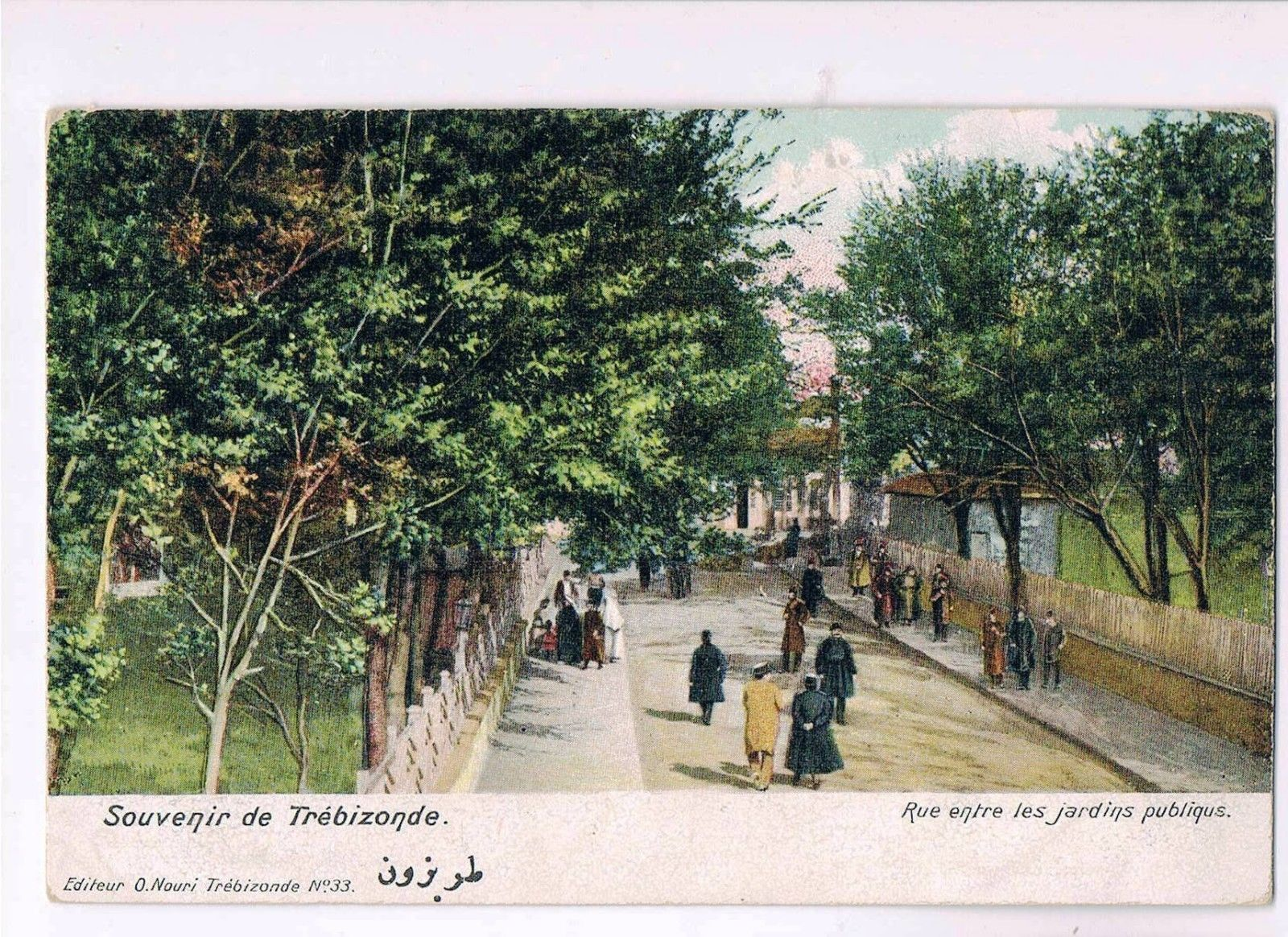
Veřejné zahrady
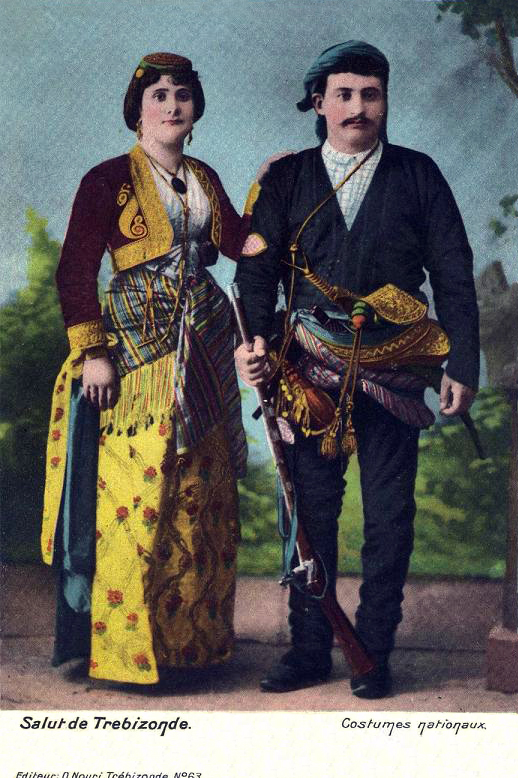
Tradiční pár
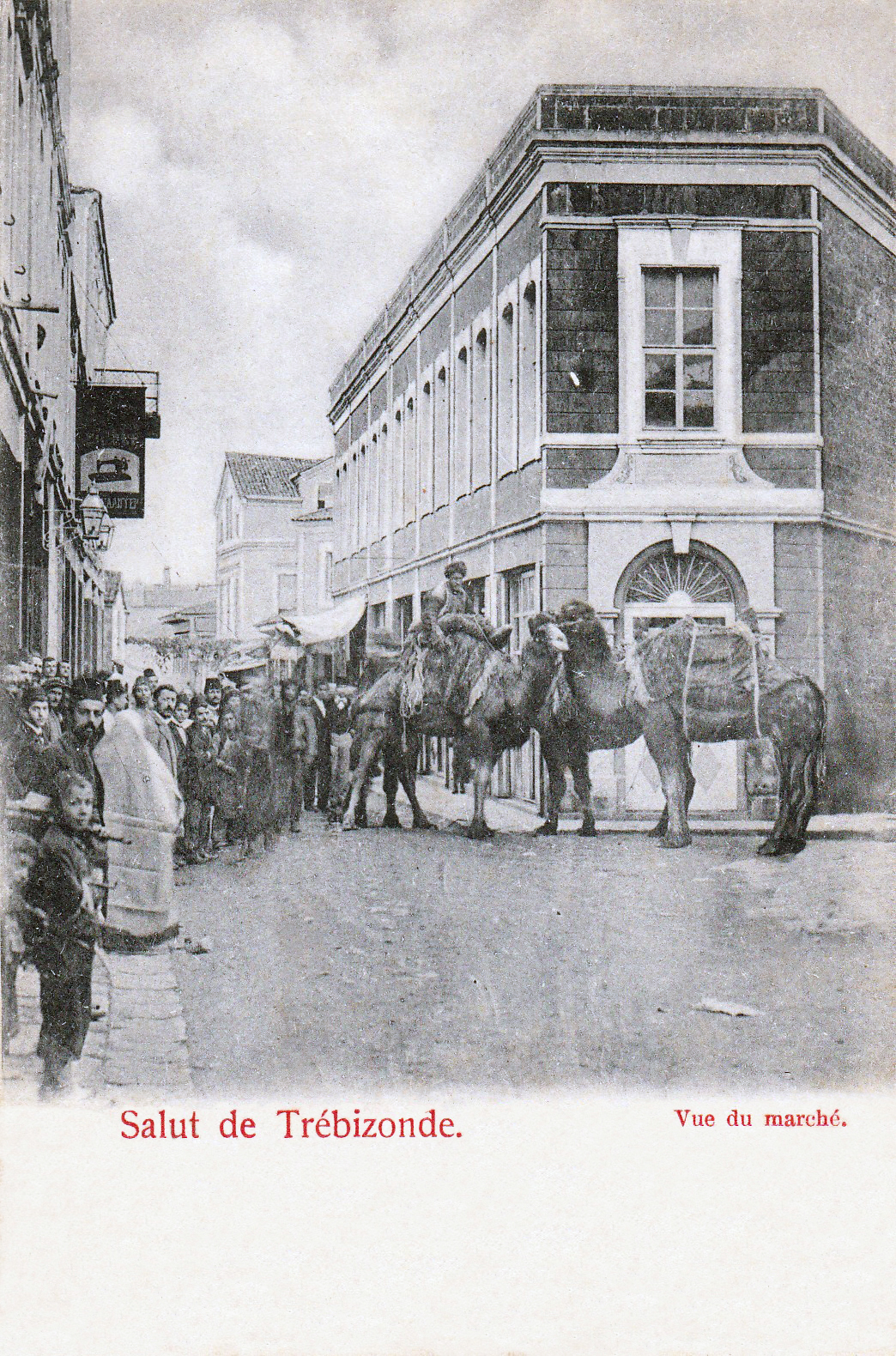
Tržnice
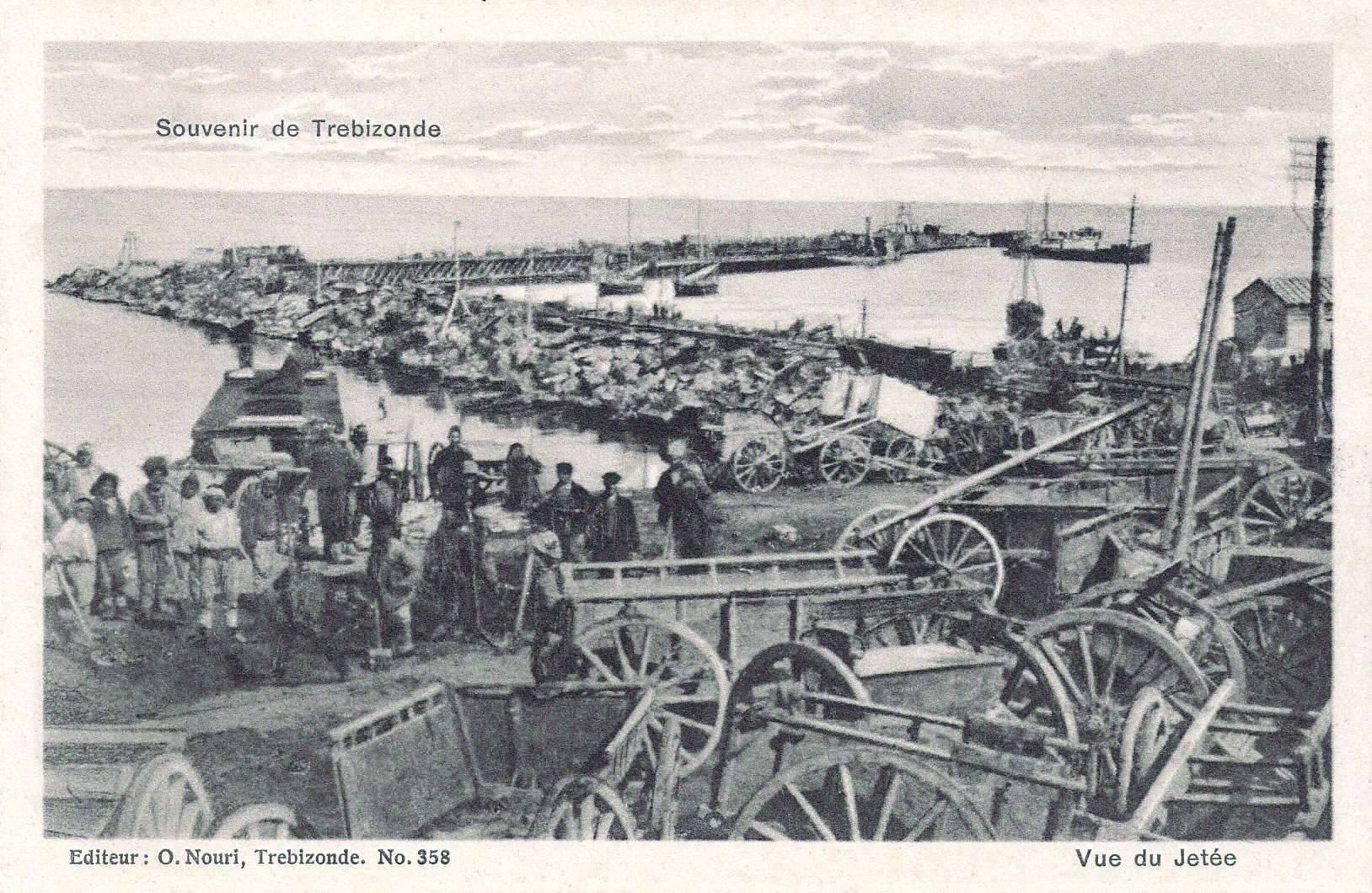
Pohled na molo
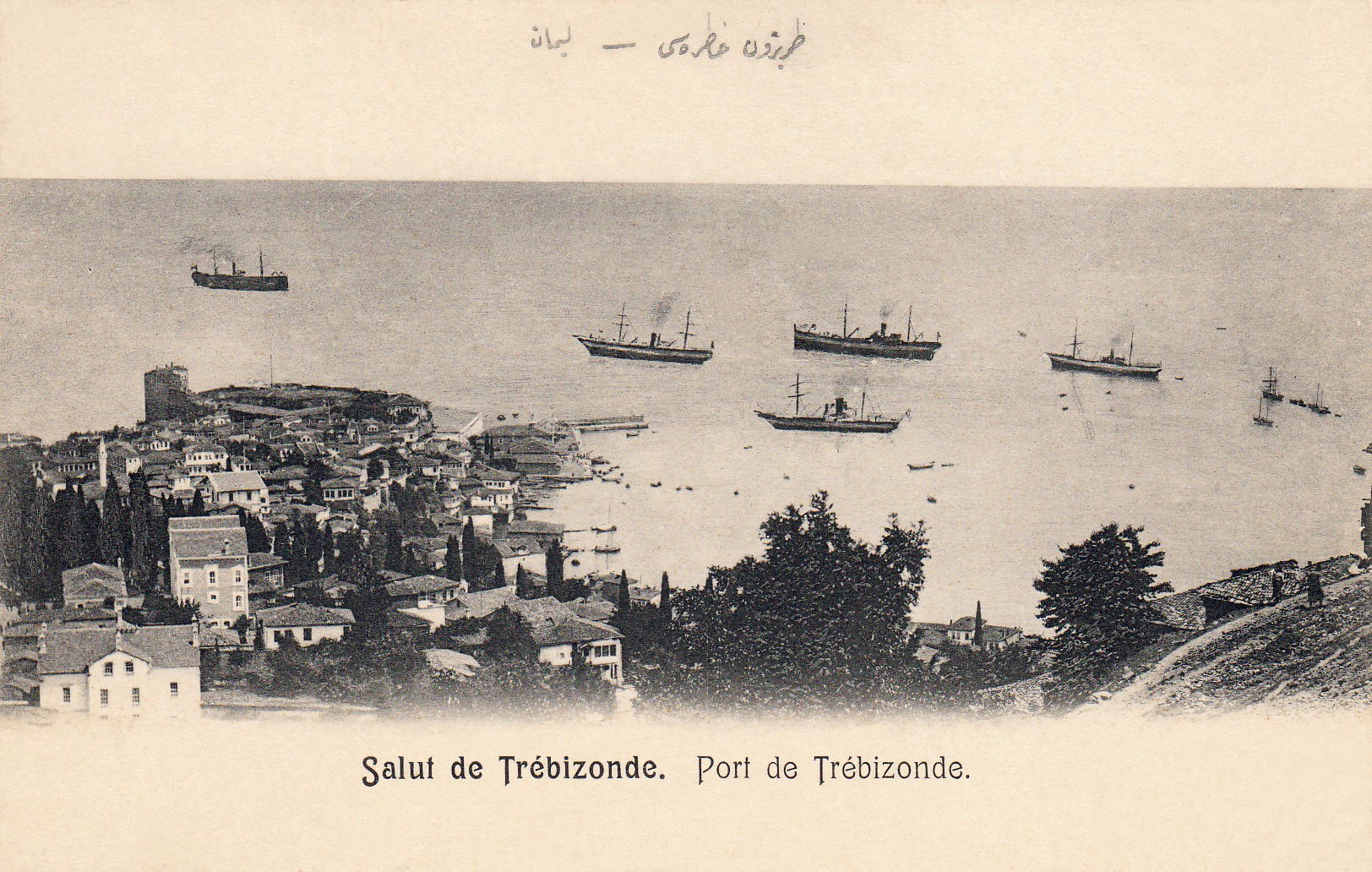
Přístav v Trabizonu, černobílá verze
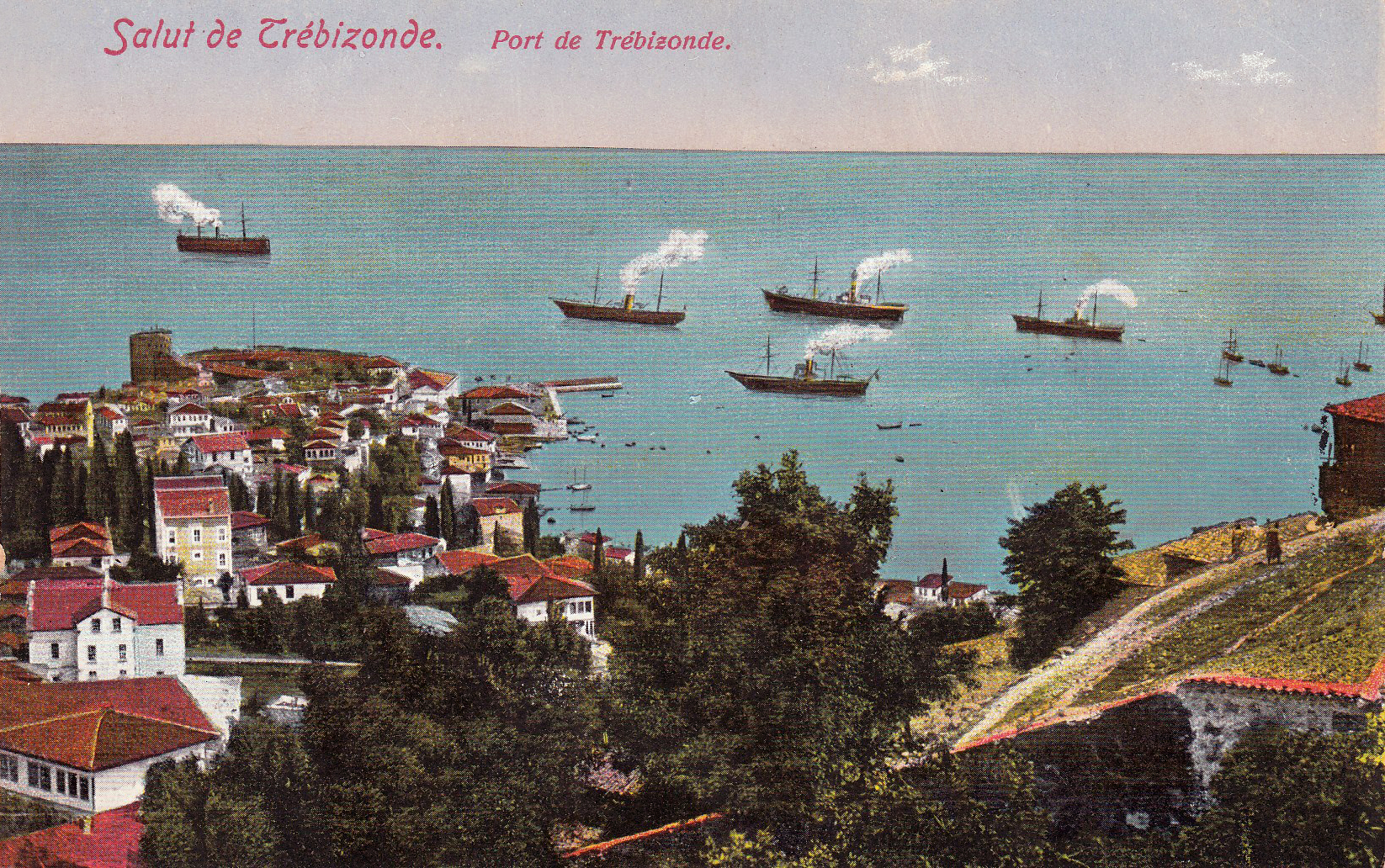
Přístav v Trabizonu, kolorovaná verze